# Coppa Sabatini 2020
La 68.ª edición de la clásica ciclista Coppa Sabatini fue una carrera en Italia que se celebró el 17 de septiembre de 2020 con inicio y final en la ciudad de Peccioli sobre un recorrido de 210,1 kilómetros.
La carrera fue parte del UCI ProSeries 2020, calendario ciclístico mundial de segunda división, dentro de la categoría UCI 1.Pro.

## Equipos participantes
Tomaron parte en la carrera 21 equipos: 8 de categoría UCI WorldTeam invitados por la organización, 9 de categoría UCI ProTeam, 3 de categoría Continental y la selección nacional de Italia. Formaron así un pelotón de 144 ciclistas de los que acabaron 96. Los equipos participantes fueron:
| WorldTeams (8)- Bahrain McLaren - Israel Start-Up Nation - Lotto Soudal - Mitchelton-Scott - Movistar Team - NTT Pro Cycling - Ineos Grenadiers - UAE Team Emirates ProTeams (9)- Androni Giocattoli-Sidermec - Bardiani CSF Faizanè - Caja Rural-Seguros RGA - Circus-Wanty Gobert - Euskaltel-Euskadi - Nippo Delko One Provence - Arkéa-Samsic - Vini Zabù-KTM - Gazprom-RusVelo Equipos continentales (3)- Colombia Tierra de Atletas-GW Bicicletas - D'Amico UM Tools - Sangemini-Trevigiani-MG.Kvis Equipo nacional- Italia |
| |

## Clasificación final
- Las clasificaciones finalizaron de la siguiente forma:[3]

| \| Clasificación general \| Clasificación general \| Clasificación general \| Clasificación general \| Clasificación general \| \| Ciclista \| Ciclista \| Equipo \| Tiempo \| \| \| --------------------- \| --------------------- \| ---------------------- \| --------------------- \| --------------------- \| \| 1.º \| Dion Smith \| Mitchelton-Scott \| 4 h 58 min 58 s \| \| \| 2.º \| Andrea Pasqualon \| Circus-Wanty Gobert \| + 0 s \| \| \| 3.º \| Aleksandr Ryabushenko \| UAE Team Emirates \| + 0 s \| \| \| 4.º \| Jacopo Mosca \| Trek-Segafredo \| + 0 s \| \| \| 5.º \| Mads Würtz \| Israel Start-Up Nation \| + 0 s \| \| \| 6.º \| Nicola Conci \| Trek-Segafredo \| + 0 s \| \| \| 7.º \| Enrico Battaglin \| Bahrain McLaren \| + 0 s \| \| \| 8.º \| Alessandro Covi \| UAE Team Emirates \| + 0 s \| \| \| 9.º \| Ethan Hayter \| Ineos Grenadiers \| + 0 s \| \| \| 10.º \| Carlos Barbero \| NTT Pro Cycling \| + 0 s \| \| |                       |                        |                 |
| |                       |                        |                 |
| Fuente: ProCyclingStats |                       |                        |                 |
| Clasificación general |                       |                        |                 |
| Ciclista | Ciclista              | Equipo                 | Tiempo          |
| 1.º | Dion Smith            | Mitchelton-Scott       | 4 h 58 min 58 s |
| 2.º | Andrea Pasqualon      | Circus-Wanty Gobert    | + 0 s           |
| 3.º | Aleksandr Ryabushenko | UAE Team Emirates      | + 0 s           |
| 4.º | Jacopo Mosca          | Trek-Segafredo         | + 0 s           |
| 5.º | Mads Würtz            | Israel Start-Up Nation | + 0 s           |
| 6.º | Nicola Conci          | Trek-Segafredo         | + 0 s           |
| 7.º | Enrico Battaglin      | Bahrain McLaren        | + 0 s           |
| 8.º | Alessandro Covi       | UAE Team Emirates      | + 0 s           |
| 9.º | Ethan Hayter          | Ineos Grenadiers       | + 0 s           |
| 10.º | Carlos Barbero        | NTT Pro Cycling        | + 0 s           |

## UCI World Ranking
La Coppa Sabatini otorgó puntos para el UCI World Ranking para corredores de los equipos en las categorías UCI WorldTeam, UCI ProTeam y Continental. Las siguientes tablas son el baremo de puntuación y los 10 corredores que obtuvieron más puntos:
| Posición              | 1.º | 2.º | 3.º | 4.º | 5.º | 6.º | 7.º | 8.º | 9.º | 10.º | 11.º | 12.º | 13.º | 14.º | 15.º | 16.º-30.º | 31.º-40.º |
| Clasificación general | 200 | 150 | 125 | 100 | 85  | 70  | 60  | 50  | 40  | 35   | 30   | 25   | 20   | 15   | 10   | 5         | 3         |

| Clasificación |                       |                        |         |
| Posición      | Ciclista              | Equipo                 | General |
| ------------- | --------------------- | ---------------------- | ------- |
| 1.º           | Dion Smith            | Mitchelton-Scott       | 200     |
| 2.º           | Andrea Pasqualon      | Circus-Wanty Gobert    | 150     |
| 3.º           | Aleksandr Ryabushenko | UAE Emirates           | 125     |
| 4.º           | Jacopo Mosca          | Trek-Segafredo         | 100     |
| 5.º           | Mads Würtz            | Israel Start-Up Nation | 85      |
| 6.º           | Nicola Conci          | Trek-Segafredo         | 70      |
| 7.º           | Enrico Battaglin      | Bahrain McLaren        | 60      |
| 8.º           | Alessandro Covi       | UAE Emirates           | 50      |
| 9.º           | Ethan Hayter          | INEOS Grenadiers       | 40      |
| 10.º          | Carlos Barbero        | NTT                    | 35      |